# 15 (álbum)
15 es el tercer disco de estudio de Buckcherry y primero con la nueva formación de la que solo se mantuvieron como miembros originales el vocalista Josh Todd y el guitarrista Keith Nelson (fundadores del grupo), el disco fue lanzado el 29 de noviembre de 2005 en Japón y el 6 de abril de 2006 en los Estados Unidos. La versión japonesa tiene dos temas adicionales. "Crazy Bitch" fue el primer sencillo promocional y gozó de gran aceptación en las listas de éxitos. El segundo sencillo promocional fue "Next 2 You" consiguiendo su mejor ubicación en la posición #18 en el listado Mainstream Rock. La banda confirmó vía MySpace, que el disco fue certificado Platino por la RIAA gracias a ventas que superan el 1 000 000 de copias vendidas. 

## Listado de canciones
1. "So Far" - 3:19
2. "Next 2 You" - 3:28
3. "Out of Line" - 4:22
4. "Everything" - 4:23
5. "Carousel" - 4:31
6. "Sorry" - 3:46
7. "Crazy Bitch" - 3:22
8. "Onset" - 3:35
9. "Sunshine" - 4:12
10. "Brooklyn" - 3:59
11. "Broken Glass" - 3:31
12. "Back in the Day" (Solo en la versión de Japón)
13. "Pump it Up" (Solo en la versión de Japón)

- Datos: Q4029001